# Костелло, Кэри Габриэль
Кэри Габриэль Костелло (англ. Cary Gabriel Costello; США) — интерсекс- и транс-мужчина. Является интерсекс- и транс-активистом. Профессор. Работает в университете Висконсин-Милуоки. Изучает идентичность, сексуальность, привилегии и маргинализацию.

## Карьера и личная жизнь
При рождении Костелло был назначен женский пол. Впервые он предпринял попытку изменения пола в 1991 году, когда он работал адвокатом в Вашингтоне, округ Колумбия. Из-за дискриминации, которую он испытал, он отложил свой переход и оставил профессию юриста, чтобы продолжить обучение на социолога. Он сделал переход после получения должности адъюнкт-профессора социологии в университете штата Висконсин, Милуоки, где сейчас он руководит программой квир-исследований.
Костелло выступал за права трансгендерных и интерсекс-людей по таким вопросам, как операции проводимые на интерсекс-людях, евгеника, проверка пассажиров авиакомпанией TSA, и иногда непростые отношениями между интерсекс- и транс-сообществами. Он проанализировал противоречия по поводу гендерного тестирования южноафриканской спортсменки Кастер Семеня с точки зрения прав интерсекс-людей. Костелло предложил использовать термин ипсо (англ. ipso) вместо цисгендерный для интерсекс-людей, которые согласны с назначенным им медиками полом.
Костелло — гестационный отец дочери, и женат на интерсекс-транс-женщине.
В феврале 2017 года Костелло и его жена потеряли доступ к медицинскому обслуживанию по транс-вопросам, когда штат Висконсин восстановил запрет на эти услуги. Кроме того, его работодатель потребовал, чтобы он получил и представил новое доказательство своей гендерной идентичности, несмотря на тот факт, что Костелло сделал переход более десяти лет назад. Сообщение, по поводу этой ситуации, которое Костелло написал в своём блоге стало вирусным.

### Книги
- Almeida Ana, Vásquez Elizabeth. Cuerpos Distintos: Ocho Años de Activismo Transfeminista en Ecuador (англ.). — Manthra Editores, 2010. — P. 69—72.
- Batchelor, Bob. Cult Pop Culture: How the Fringe Became Mainstream (англ.). — ABC-CLIO, 2011. — P. 187—204. — ISBN 9780313357817.
- Mindy Stombler; Dawn M. Baunach; Wendy Simonds; Elroi J. Windsor; Elisabeth O. Burgess. Sex Matters: The Sexuality and Society Reader (англ.). — 4. — W. W. Norton & Company, 2013. — P. 178—185.
- Gibson, Margaret F. Maternity and Motherhood: Narrative and Theoretical Perspectives on Queer Conception, Birth and Parenting (англ.). — Demeter Press, 2014. — P. 63—80.
- Horlacher, Stefan, ed. Intersex and Trans* Communities: Commonalities and Tensions (англ.). — Palgrave Macmillan, 2016. — P. 83—113. — ISBN 978-1-349-71325-7.

### Журналы
- Cary Costello. Saving Face: Disfigurement and the Politics of Appearance (англ.) // Contemporary Sociology. — 2016. — Vol. 45, iss. 1. — P. 91—93.